# Elen Standard (vrouwen)
Elen Standard is een Belgische voetbalclub uit Elen, die ook in het damesvoetbal actief was. De vrouwenploeg was een onderdeel van Elen Standard, tegenwoordig K. Standard Elen, dat is aangesloten bij de KBVB met stamnummer 6047 en geel en blauw als kleuren heeft. De damesploeg speelde ruim twee decennia in de nationale reeksen.

## Geschiedenis
Sinds 1971 wordt door de KBVB officieel damesvoetbal ingericht. Na een tijd kwam ook Elen Standard met een damesploeg in competitie en in 1980/81 bereikte men voor het eerst de in die tijd enige nationale reeks. Elen eindigde er voorlaatste en zakte na een seizoen naar de pas opgerichte Tweede Nationale. Elen werd er tweede en keerde zo in 1982 weer terug naar het hoogste niveau. Daar bleef het moeilijk gaan en nog eens twee jaar later volgde opnieuw degradatie.
In 1988 werd Elen kampioen in Tweede Nationale en opnieuw kon men naar Eerste Nationale. Ditmaal kon men er zich langer handhaven met wisselende resultaten. Het beste resultaat werd gehaald in 1994/95, met een vierde plaats. In 1996 deed Elen het ook goed in de Beker van België en stootte er door tot in de finale. Daar bleek RSC Anderlecht echter te sterk en Elen verloor met 4-1. De volgende seizoenen kon men de sterke prestaties niet meer herhalen. In 1999 eindigde men uiteindelijk afgetekend op de voorlaatste plaats en na een decennium op het hoogste niveau zakte Elen weer naar Tweede Klasse.
Het eerste jaar werd Elen er nog tweede in zijn reeks, maar daarna ging het ook in Tweede Klasse bergaf, tot men in 2002 allerlaatste eindigde. Elen zou naar Derde Klasse zakken, maar men besloot de activiteiten te staken.

## Erelijst
Beker van België
finalist (1): 1996